# Dionizy III (patriarcha Konstantynopola)
Dionizy III, gr. Διονύσιος Γ΄ Βαρδαλής – ekumeniczny patriarcha Konstantynopola w okresie od  29 czerwca 1662 do 21 października 1665.